# Ассур, Леонид Владимирович
Леони́д Влади́мирович Ассу́р (31 марта 1878, Рыбинск — 19 мая 1920, Воронеж) — русский и советский механик и машиновед, труды которого по кинематике и динамике механизмов заложили теоретические основы советской школы по теории механизмов и машин.

## Биография
Родился 31 марта 1878 в Рыбинске в семье служащего Управления железной дороги Владимира Фёдоровича Ассура и его жены Людмилы Андреевны Ассур. Был старшим из трёх сыновей. После смерти матери в 1884 г. был отправлен на воспитание в город Везенберг Ревельской губернии к своей тётке Адели Фёдоровне Ассур, которая прошла с ним программу первых классов гимназии дома. В 1892—1896 гг. Леонид жил у дальних родственников в Варшаве, где окончил четвёртый, пятый и шестой классы гимназии «с отличными успехами». Осенью 1895 года отец перевёл Леонида в седьмой класс Гродненской гимназии, которую он и окончил в 1897 году с золотой медалью. По окончании гимназии Леонид уже хорошо владел четырьмя языками — латинским, греческим, французским и немецким. Позже он овладел ещё английским языком. Играл на рояле и даже сочинял музыку.
Осенью 1897 года Леонид Владимирович был зачислен студентом математического отделения физико-математического факультета Московского университета. Окончив его в 1901 году со званием кандидата, последовал по тому пути, который рекомендовал всем своим ученикам Н. Е. Жуковский: подал заявление о приёме в Императорское Московское техническое училище. Как окончивший университет, сразу был принят на второй курс механического отделения. Окончил его 22 августа 1906 года и получил звание инженера-механика.
В апреле 1906 года Леонид Владимирович женился на Елене Михайловне Миндлиной, которая пережила мужа на 40 лет. У них родились сын и две дочери. Дочь Ольга (1907—1909) погибла в результате несчастного случая. Сын Всеволод, 1910 года рождения, стал преподавателем Московского геодезического техникума. Дочь Елена, 1913 года рождения, стала кандидатом физико-математических наук, доцентом кафедры физики Ленинградского института инженеров железнодорожного транспорта им. академика В. Н. Образцова.
В 1906 году Леонид Владимирович с семьёй переехал в Петербург, где получил место инженера в Петербургских городских мостостроительных мастерских. Он ведал подготовкой строительства и материальным обеспечением постройки мостов: Аларчина, Пантелеймоновского (теперь — мост Пестеля), Михайловского (Садовый мост) и Введенского.
Осенью 1907 года Л. В. Ассур был приглашён в Петербургский политехнический институт в качестве преподавателя по вольному найму машиностроительного черчения на механическое отделение института. С этого времени его жизнь связана с этим учебным заведением. С января 1908 года он начал вести практические занятия по курсу теоретической механики, а с осени 1908 года — по прикладной механике (в то время так называли курс теории механизмов и машин).
5 мая 1910 года Учёный совет института избрал Л. В. Ассура штатным преподавателем. Летом 1910 года Ассур получил заграничную командировку и смог ознакомиться с постановкой преподавания прикладной механики в высших технических школах и университетах Германии.

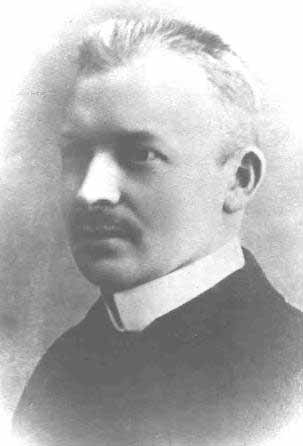
Л. В. Ассур (1920 г.)

В 1915 году Л. В. Ассур был избран руководителем упражнений по теоретической и прикладной механике Петербургского технологического института.
13 февраля 1916 года на Учёном совете Политехнического института успешно прошла публичная защита на учёную степень адъюнкта диссертации Л. В. Ассура «Исследование плоских
стержневых механизмов с низшими парами с точки зрения их структуры и классификации». Оппонентами были Н. Е. Жуковский, Д. Н. Зейлигер и А. А. Радциг.
В 1918 году Л. В. Ассур был избран экстраординарным профессором по кафедре прикладной механики и основ математики Лесного института и с осени 1918 года приступил к чтению лекций в нём, одновременно продолжая занятия в Политехническом.
В связи с перестройкой учебных планов в Лесном институте Л. В. Ассур на время летних каникул 1919 года получил командировку в Воронеж для ознакомления с постановкой в местных сельскохозяйственных институтах преподавания прикладной механики и математики (семья Ассура жила в Воронеже с лета 1917 у тёщи). В условиях гражданской войны вернуться назад в Петроград Леонид Владимирович не смог. У него была обнаружена язва желудка. 19 мая 1920 в клинике Воронежа Л. В. Ассуру была сделана операция по поводу язвы двенадцатиперстной кишки, которую он не пережил.

## Научная деятельность
Создал рациональную классификацию плоских шарнирных механизмов. Разработал методику образования плоских механизмов любой сложности методом последовательного наслоения кинематических цепей, получивших название «групп Ассура». Предложил деление механизмов по семействам, классам, родам, порядкам и т. д.

## Избранные труды
- Ассур Л. В.  К вопросу о плавности хода паровых машин // Бюллетень политехнического общества, состоящего при Императорском техническом училище, 1906, № 8. — С. 341—352.
- Ассур Л. В.  Две теоремы механики твёрдого тела в применении к изучению движения плоских механизмов. Бюллетень политехнического общества, состоящего при Императорском техническом училище, 1907, № 6. — С. 301—306.
- Assur L.  Die Methode der charakteristische Kurven, als Beitrag zur graphischen Auswertung mehrfacher Integrale. Zs. f. Math. u. Phys., 60, 1911. — S. 1—60.
- Ассур Л. В.  Исследование плоских стержневых механизмов с низшими парами с точки зрения их структуры и классификации. — М.: Изд-во АН СССР, 1952.